# Parc paysager de Gostynin-Włocławek
 (juin 2020).
Le parc de Gostynin-Włocławek (en polonais : Gostynińsko-Włocławski Park Krajobrazowy) est situé entre Płock, Gostynin, Łącko, Włocławek et Kowal en Pologne. D'une superficie de 389,50 km2, il couvre largement la vallée de la Vistule. La zone du parc coïncide presque entièrement avec le Complexe forestier de Promotion de Forêts d'État (Lasy Państwowe) « Forêts de Gostynin et de Włocławek ». Le parc comporte une zone protégée d'une superficie de 141,95 km2,.

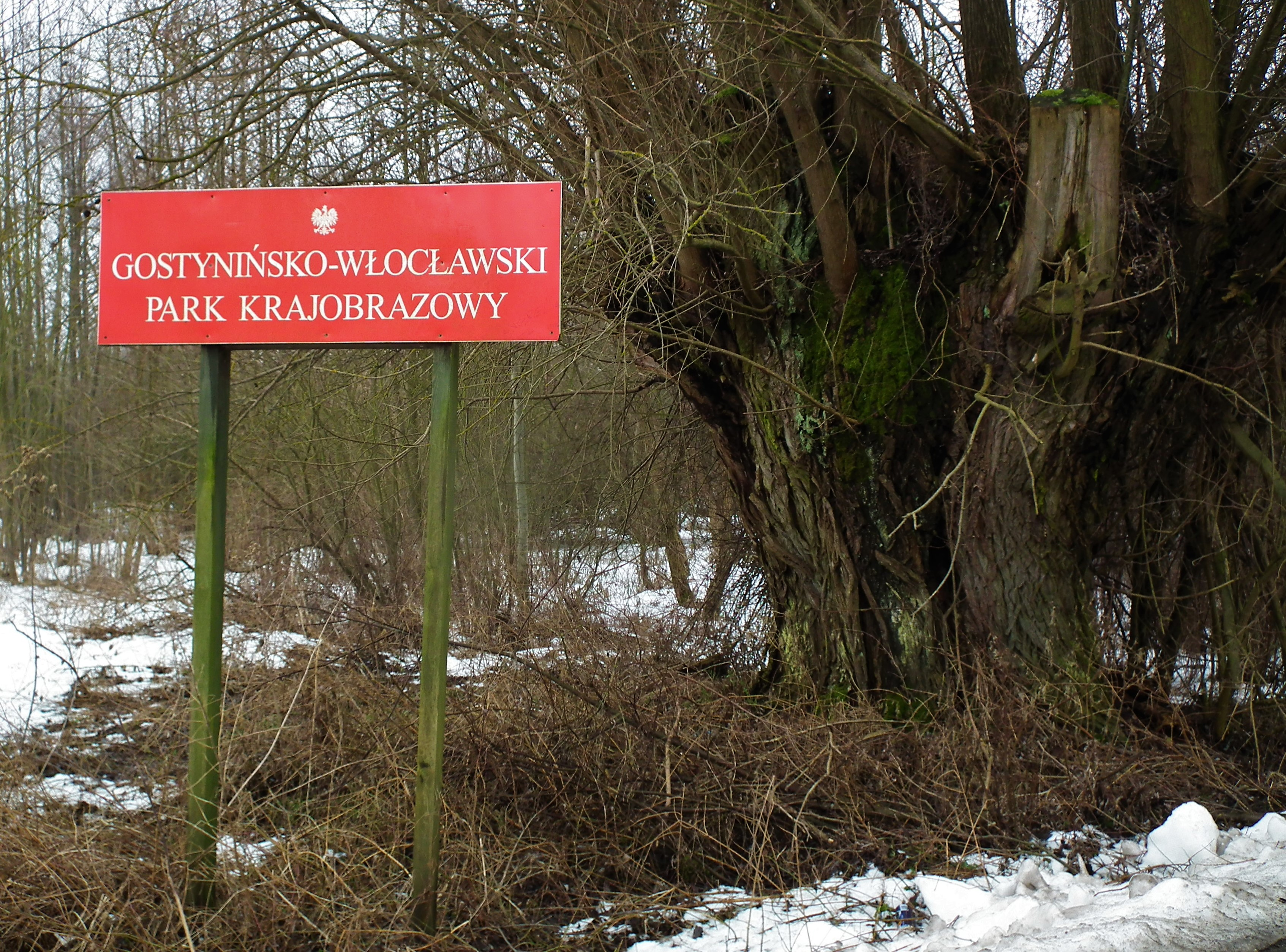
Plaque à Modzerowo.

Il possède de nombreux éléments protégés, comme le chêne de Jan, dont l'âge est estimé à 300 ans. De nombreux lacs postglaciaires (par exemple Lucieńskie, Radaszyńskie, Łąkie) composent une partie de la superficie du parc.

## Écosystème
Le paysage du parc est dominé par la végétation forestière. En surface, il est principalement composé de forêts de pins et de forêts mixtes. Les forêts riveraines et les forêts d'aulnes sont concentrées dans les vallées fluviales et autour des lacs. Dans les environs de Łącko se trouve le complexe de forêt de feuillus et de chênes.
Dans les années 1980, plusieurs couples de castors ont été introduits dans le parc par des chasseurs (guidés par Czesław Sielicki et Grzegorz Wiśniewski) et s'y sont depuis parfaitement adaptés.  
De plus, des lynx venus de la forêt de Kampinos (Puszcza Kampinoska) se sont également installés durablement dans le parc. Celui-ci pourrait aussi accueillir prochainement plusieurs couples de loups dans l'objectif de réintroduire l'espèce. 
Jusqu'à début 2009, il existait un centre de réhabilitation et de reproduction des oiseaux protégés, fondé par Czesław Sielicki, qui s'occupait principalement de l'élevage du faucon pèlerin. La réintroduction du faucon pèlerin dans le parc est réalisée par l'Association pour les animaux sauvages « Faucon ».

## Réserves naturelles
Réserves situées dans le parc paysager de Gostynin-Włocławek :
- situées dans la voïvodie de Couïavie-Poméranie:  
  - Gościąż
  - Jazy
  - Lago Rakutowskie
  - Olszyny Rakutowskie
  - Wójtowski Grąd
- situées dans la voïvodie de Mazovie:  
  - Jastrząbek
  - Kresy
  - Komory
  - Lucień
  - Lubaty
  - Łąck
- situées dans la zone extérieure protégée (dans la voïvodie de Mazovie):
  - Dąbrowa Łącka
  - Lago Drzezno
  - Korzeń

Des réserves naturelles sont en cours de planification [Quand ?] : « Olszyny Bobrowe », « Bór Widłakowy » et « Krucze Góry ».